# Hyllested Sogn (Slagelse Kommune)
Hyllested Sogn 
ist eine Kirchspielsgemeinde (dän.: Sogn)
auf der Insel Sjælland im südlichen Dänemark.
Bis 1970 gehörte sie zur Harde Vester Flakkebjerg Herred im damaligen Sorø Amt, danach zur Hashøj Kommune im Vestsjællands Amt, die im Zuge der  Kommunalreform zum 1. Januar 2007 in der Slagelse Kommune in der Region Sjælland aufgegangen ist.
Im Kirchspiel leben 340 Einwohner (Stand: 1. Januar 2023).
Im Kirchspiel liegt die Kirche „Hyllested Kirke“.
Nachbargemeinden sind  im Süden Venslev Sogn, im Südwesten Sønder Bjerge Sogn, im Westen Høve Sogn und im Nordwesten Gimlinge Sogn, ferner in der benachbarten Næstved Kommune im Nordosten Ting Jellinge Sogn und im Osten Hårslev Sogn.